# Formula 1 – sezona 1956.
| FIA Svjetsko automobilističko prvenstvo 1956. | FIA Svjetsko automobilističko prvenstvo 1956. |
|                                               | Prvak                                         |
| --------------------------------------------- | --------------------------------------------- |
| Vozač                                         | Juan Manuel Fangio (Ferrari)                  |
| Prethodna sezona                              | Sljedeća sezona                               |
| 1955.                                         | 1957.                                         |

Formula 1 – sezona 1956. je bila 7. sezona u prvenstvu Formule 1. Vozilo se 8 utrka u periodu od 22. siječnja do 2. rujna 1956. godine, a prvak je postao Juan Manuel Fangio u bolidu Ferrari. Ovo je bila prva sezona u Formuli 1 za Joakima Bonniera, Tonyja Brooksa i Wolfganga von Tripsa.

## Sažetak sezone
Argentinac Juan Manuel Fangio osvojio je četvrti naslov svjetkog prvaka u Formuli 1. Ovog puta s momčadi Ferrari. Britanac Stirling Moss drugu je sezonu završio kao doprvak, ovog puta vozeći za Maserati. 
Za razliku od prethodnih sezona, ovog puta se Fangio nije "prošetao" prvenstvom. Borba za naslov prvaka vodila se između Fangija, Mossa, Petera Collinsa u drugom Ferrariju i Jeana Behre u drugom Maseratiju. Collins je svoju prvu pobjedu u Formuli 1 ostvario na Velikoj nagradi Belgije ove sezone, a pobijedio je još i na Velikoj nagradi Francuske. Mossu je pripao Monako i Italija, a Fangiju VN Velike Britanije i VN Njemačke. Behra nije pobijedio, ali je s pet podija u sedam utrka bio u igri za naslov. U Buenos Airesu pobjeda je pripala Luigiju Mussu i Fangiju. Musso je odvozio prvih 30 krugova, a nakon toga ustupio je svoj bolid Fangiju. U Monzi, Fangio je opet odustao, no ovog puta Musso je odbio ustupiti mu svoj bolid na svojoj domaćoj utrci. Umjesto Mussa, ponudio se Collins, koji je i sam bio u šansi da osvoji naslov. Fangio je tu utrku završio na drugom mjestu.
Utrka 500 milja Indianapolisa pripala je Patu Flahertyju.

## Vozači i konstruktori
Popis ne uključuje američke vozače koji su se natjecali na 500 milja Indianapolisa.
| Konstruktor    | Momčad / Sudionik         | Šasija                  | Motor                                  | Gume | Vozač                  | Utrke      |
| -------------- | ------------------------- | ----------------------- | -------------------------------------- | ---- | ---------------------- | ---------- |
| Ferrari        | Scuderia Ferrari          | Ferrari 555             | Ferrari DS50 2.5 V8 Ferrari 555 2.5 L4 | E P  | Juan Manuel Fangio     | 1–2, 4–8   |
| Ferrari        | Scuderia Ferrari          | Ferrari 555             | Ferrari DS50 2.5 V8 Ferrari 555 2.5 L4 | E P  | Eugenio Castellotti    | 1–2, 4–8   |
| Ferrari        | Scuderia Ferrari          | Ferrari 555             | Ferrari DS50 2.5 V8 Ferrari 555 2.5 L4 | E P  | Luigi Musso            | 1–2, 7–8   |
| Ferrari        | Scuderia Ferrari          | Ferrari 555             | Ferrari DS50 2.5 V8 Ferrari 555 2.5 L4 | E P  | Peter Collins          | 1–2, 4–8   |
| Ferrari        | Scuderia Ferrari          | Ferrari 555             | Ferrari DS50 2.5 V8 Ferrari 555 2.5 L4 | E P  | Olivier Gendebien      | 1, 5       |
| Ferrari        | Scuderia Ferrari          | Ferrari 555             | Ferrari DS50 2.5 V8 Ferrari 555 2.5 L4 | E P  | Paul Frère             | 4          |
| Ferrari        | Scuderia Ferrari          | Ferrari 555             | Ferrari DS50 2.5 V8 Ferrari 555 2.5 L4 | E P  | André Pilette          | 4          |
| Ferrari        | Scuderia Ferrari          | Ferrari 555             | Ferrari DS50 2.5 V8 Ferrari 555 2.5 L4 | E P  | Alfonso de Portago     | 5–8        |
| Ferrari        | Scuderia Ferrari          | Ferrari 555             | Ferrari DS50 2.5 V8 Ferrari 555 2.5 L4 | E P  | Wolfgang von Trips     | 8          |
| Ferrari        | Scuderia Centro Sud       | Ferrari Tipo 500        | Ferrari 500 2.0 L4                     | P    | Giorgio Scarlatti      | 7          |
| Maserati       | Officine Alfieri Maserati | Maserati 250F           | Maserati 250F1 2.5 L6                  | P    | Stirling Moss          | 1–2, 4–8   |
| Maserati       | Officine Alfieri Maserati | Maserati 250F           | Maserati 250F1 2.5 L6                  | P    | Jean Behra             | 1–2, 4–8   |
| Maserati       | Officine Alfieri Maserati | Maserati 250F           | Maserati 250F1 2.5 L6                  | P    | Carlos Menditeguy      | 1          |
| Maserati       | Officine Alfieri Maserati | Maserati 250F           | Maserati 250F1 2.5 L6                  | P    | Luigi Piotti           | 1          |
| Maserati       | Officine Alfieri Maserati | Maserati 250F           | Maserati 250F1 2.5 L6                  | P    | Chico Landi            | 1          |
| Maserati       | Officine Alfieri Maserati | Maserati 250F           | Maserati 250F1 2.5 L6                  | P    | Gerino Gerini          | 1          |
| Maserati       | Officine Alfieri Maserati | Maserati 250F           | Maserati 250F1 2.5 L6                  | P    | José Froilán González  | 1          |
| Maserati       | Officine Alfieri Maserati | Maserati 250F           | Maserati 250F1 2.5 L6                  | P    | Cesare Perdisa         | 2, 4–7     |
| Maserati       | Officine Alfieri Maserati | Maserati 250F           | Maserati 250F1 2.5 L6                  | P    | Paco Godia             | 4–8        |
| Maserati       | Officine Alfieri Maserati | Maserati 250F           | Maserati 250F1 2.5 L6                  | P    | Piero Taruffi          | 5          |
| Maserati       | Officine Alfieri Maserati | Maserati 250F           | Maserati 250F1 2.5 L6                  | P    | Umberto Maglioli       | 7–8        |
| Maserati       | Officine Alfieri Maserati | Maserati 250F           | Maserati 250F1 2.5 L6                  | P    | Luigi Villoresi        | 8          |
| Maserati       | Officine Alfieri Maserati | Maserati 250F           | Maserati 250F1 2.5 L6                  | P    | Jo Bonnier             | 8          |
| Maserati       | Owen Racing Organisation  | Maserati 250F           | Maserati 250F1 2.5 L6                  | P    | Mike Hawthorn          | 1–2        |
| Maserati       | Owen Racing Organisation  | Maserati 250F           | Maserati 250F1 2.5 L6                  | P    | Tony Brooks            | 2          |
| Maserati       | Alberto Uria              | Maserati A6GCM          | Maserati 250F1 2.5 L6                  | P    | Alberto Uria           | 1          |
| Maserati       | Alberto Uria              | Maserati A6GCM          | Maserati 250F1 2.5 L6                  | P    | Óscar González         | 1          |
| Maserati       | Ecurie Rosier             | Maserati 250F           | Maserati 250F1 2.5 L6                  | P    | Louis Rosier           | 2, 4–7     |
| Maserati       | Gould's Garage H.H. Gould | Maserati 250F           | Maserati 250F1 2.5 L6                  | D    | Horace Gould           | 2, 4, 6–7  |
| Maserati       | Scuderia Centro Sud       | Maserati 250F           | Maserati 250F1 2.5 L6                  | P    | Luigi Villoresi        | 4          |
| Maserati       | Scuderia Centro Sud       | Maserati 250F           | Maserati 250F1 2.5 L6                  | P    | Harry Schell           | 7          |
| Maserati       | Scuderia Centro Sud       | Maserati 250F           | Maserati 250F1 2.5 L6                  | P    | Toulo de Graffenried   | 8          |
| Maserati       | Luigi Piotti              | Maserati 250F           | Maserati 250F1 2.5 L6                  | P    | Luigi Villoresi        | 5–7        |
| Maserati       | Luigi Piotti              | Maserati 250F           | Maserati 250F1 2.5 L6                  | P    | Luigi Piotti           | 7–8        |
| Maserati       | André Simon               | Maserati 250F           | Maserati 250F1 2.5 L6                  | P    | André Simon            | 5          |
| Maserati       | Scuderia Guastalla        | Maserati 250F           | Maserati 250F1 2.5 L6                  | P    | Umberto Maglioli       | 6          |
| Maserati       | Scuderia Guastalla        | Maserati 250F           | Maserati 250F1 2.5 L6                  | P    | Gerino Gerini          | 8          |
| Maserati       | Gilby Engineering         | Maserati 250F           | Maserati 250F1 2.5 L6                  | D    | Roy Salvadori          | 6–8        |
| Maserati       | Bruce Halford             | Maserati 250F           | Maserati 250F1 2.5 L6                  | D    | Bruce Halford          | 6–8        |
| Maserati       | Jack Brabham              | Maserati 250F           | Maserati 250F1 2.5 L6                  | D    | Jack Brabham           | 6          |
| Maserati       | Ottorino Volonterio       | Maserati A6GCM          | Maserati 250F1 2.5 L6                  | P    | Ottorino Volonterio    | 7          |
| Gordini        | Equipe Gordini            | Gordini T16 Gordini T32 | Gordini 23 2.5 L6 Gordini 25 2.5 L8    | E    | Robert Manzon          | 2, 5–8     |
| Gordini        | Equipe Gordini            | Gordini T16 Gordini T32 | Gordini 23 2.5 L6 Gordini 25 2.5 L8    | E    | Élie Bayol             | 2          |
| Gordini        | Equipe Gordini            | Gordini T16 Gordini T32 | Gordini 23 2.5 L6 Gordini 25 2.5 L8    | E    | André Pilette          | 2, 5, 7    |
| Gordini        | Equipe Gordini            | Gordini T16 Gordini T32 | Gordini 23 2.5 L6 Gordini 25 2.5 L8    | E    | Hermano da Silva Ramos | 2, 5–6, 8  |
| Gordini        | Equipe Gordini            | Gordini T16 Gordini T32 | Gordini 23 2.5 L6 Gordini 25 2.5 L8    | E    | André Milhoux          | 7          |
| Gordini        | Equipe Gordini            | Gordini T16 Gordini T32 | Gordini 23 2.5 L6 Gordini 25 2.5 L8    | E    | André Simon            | 8          |
| Vanwall        | Vandervell Products       | Vanwall VW 2            | Vanwall 254 2.5 L4                     | P    | Maurice Trintignant    | 2, 4, 6, 8 |
| Vanwall        | Vandervell Products       | Vanwall VW 2            | Vanwall 254 2.5 L4                     | P    | Harry Schell           | 2, 4–6, 8  |
| Vanwall        | Vandervell Products       | Vanwall VW 2            | Vanwall 254 2.5 L4                     | P    | Mike Hawthorn          | 5          |
| Vanwall        | Vandervell Products       | Vanwall VW 2            | Vanwall 254 2.5 L4                     | P    | Colin Chapman          | 5          |
| Vanwall        | Vandervell Products       | Vanwall VW 2            | Vanwall 254 2.5 L4                     | P    | José Froilán González  | 6          |
| Vanwall        | Vandervell Products       | Vanwall VW 2            | Vanwall 254 2.5 L4                     | P    | Piero Taruffi          | 8          |
| Connaught-Alta | Piero Scotti              | Connaught B             | Alta GP 2.5 L4                         | P    | Piero Scotti           | 4          |
| Connaught-Alta | Connaught Engineering     | Connaught B             | Alta GP 2.5 L4                         | P A  | Archie Scott-Brown     | 6, 8       |
| Connaught-Alta | Connaught Engineering     | Connaught B             | Alta GP 2.5 L4                         | P A  | Desmond Titterington   | 6          |
| Connaught-Alta | Connaught Engineering     | Connaught B             | Alta GP 2.5 L4                         | P A  | Jack Fairman           | 6, 8       |
| Connaught-Alta | Connaught Engineering     | Connaught B             | Alta GP 2.5 L4                         | P A  | Les Leston             | 8          |
| Connaught-Alta | Connaught Engineering     | Connaught B             | Alta GP 2.5 L4                         | P A  | Ron Flockhart          | 8          |
| Bugatti        | Automobiles Bugatti       | Bugatti T251            | Bugatti 2.5 L8                         | E    | Maurice Trintignant    | 5          |
| BRM            | Owen Racing Organisation  | BRM P25                 | BRM P25 2.5 L4                         | D    | Mike Hawthorn          | 6          |
| BRM            | Owen Racing Organisation  | BRM P25                 | BRM P25 2.5 L4                         | D    | Tony Brooks            | 6          |
| BRM            | Owen Racing Organisation  | BRM P25                 | BRM P25 2.5 L4                         | D    | Ron Flockhart          | 6          |
| Cooper-Bristol | Bob Gerard                | Cooper T23              | Bristol BS1 2.0 L6                     | D    | Bob Gerard             | 6          |
| Emeryson-Alta  | Emeryson Cars             | Emeryson 56             | Alta GP 2.5 L4                         | D    | Paul Emery             | 6          |

## Kalendar
| Rd | Datum        | Velika nagrada   | Staza             | Prvo startno mjesto | Pobjednik vozač                | Pobjednik konstruktor |
| -- | ------------ | ---------------- | ----------------- | ------------------- | ------------------------------ | --------------------- |
| 1  | 22. siječnja | Argentina        | Buenos Aires      | Juan Manuel Fangio  | Luigi Musso Juan Manuel Fangio | Ferrari               |
| 2  | 13. svibnja  | Monako           | Monaco            | Juan Manuel Fangio  | Stirling Moss                  | Maserati              |
| 3  | 30. svibnja  | Indianapolis 500 | Indianapolis      | Pat Flaherty        | Pat Flaherty                   | Watson-Offenhauser    |
| 4  | 3. lipnja    | Belgija          | Spa-Francorchamps | Juan Manuel Fangio  | Peter Collins                  | Ferrari               |
| 5  | 1. srpnja    | Francuska        | Reims             | Juan Manuel Fangio  | Peter Collins                  | Ferrari               |
| 6  | 14. srpnja   | Velika Britanija | Silverstone       | Stirling Moss       | Juan Manuel Fangio             | Ferrari               |
| 7  | 5. kolovoza  | Njemačka         | Nürburgring       | Juan Manuel Fangio  | Juan Manuel Fangio             | Ferrari               |
| 8  | 2. rujna     | Italija          | Monza             | Juan Manuel Fangio  | Stirling Moss                  | Maserati              |

## Sistem bodovanja
Sistem bodovanja u Formuli 1
| Mjesto       | Bodovi |
| ------------ | ------ |
| 1.           | 8      |
| 2.           | 6      |
| 3.           | 4      |
| 4.           | 3      |
| 5.           | 2      |
| Najbrži krug | 1      |

- Samo 5 najboljih rezultata u 8 utrka su se računala za prvenstvo vozača.

## Rezultati utrka
| Poz. | Br. | Vozač                          | Konstruktor | Vrijeme         | Grid | Bodovi |
| ---- | --- | ------------------------------ | ----------- | --------------- | ---- | ------ |
| 1.   | 34  | Luigi Musso Juan Manuel Fangio | Ferrari     | 3 h 0 min 3,7 s | 3.   | 4 5    |
| 2.   | 4   | Jean Behra                     | Maserati    | + 24,3 s        | 4.   | 6      |
| 3.   | 14  | Mike Hawthorn                  | Maserati    | + 2 kruga       | 8.   | 4      |
| 4.   | 10  | Chico Landi Gerino Gerini      | Maserati    | + 2 kruga       | 11.  | 1,5    |
| 5.   | 38  | Olivier Gendebien              | Ferrari     | + 7 krugova     | 10.  | 2      |

| Najbrži krug | Juan Manuel Fangio - 1 min 45,3 s |

| Poz. | Br. | Vozač                                  | Konstruktor | Vrijeme          | Grid | Bodovi |
| ---- | --- | -------------------------------------- | ----------- | ---------------- | ---- | ------ |
| 1.   | 28  | Stirling Moss                          | Maserati    | 3 h 0 min 32,9 s | 2.   | 8      |
| 2.   | 26  | Peter Collins Juan Manuel Fangio       | Ferrari     | + 6,1 s          | 9.   | 3 4    |
| 3.   | 30  | Jean Behra                             | Maserati    | + 1 krug         | 4.   | 4      |
| 4.   | 20  | Juan Manuel Fangio Eugenio Castellotti | Ferrari     | + 6 krugova      | 1.   | 0 1,5  |
| 5.   | 6   | Hermano da Silva Ramos                 | Gordini     | + 7 krugova      | 12.  | 2      |

| Najbrži krug | Juan Manuel Fangio - 1 min 44,4 s |

| Poz. | Br. | Vozač           | Konstruktor              | Vrijeme            | Grid | Bodovi |
| ---- | --- | --------------- | ------------------------ | ------------------ | ---- | ------ |
| 1.   | 8   | Pat Flaherty    | Watson-Offenhauser       | 3 h 53 min 28,84 s | 1.   | 8      |
| 2.   | 4   | Sam Hanks       | Kurtis Kraft-Offenhauser | + 20,45 s          | 13.  | 6      |
| 3.   | 16  | Don Freeland    | Phillips-Offenhauser     | + 1 min 30,23 s    | 26.  | 4      |
| 4.   | 98  | Johnnie Parsons | Kuzma-Offenhauser        | + 3 min 25,69 s    | 6.   | 3      |
| 5.   | 73  | Dick Rathmann   | Kurtis Kraft-Offenhauser | + 4 min 21,81 s    | 4.   | 2      |

| Najbrži krug | Paul Russo - 1 min 2,32 s |

| Poz. | Br. | Vozač                        | Konstruktor | Vrijeme          | Grid | Bodovi |
| ---- | --- | ---------------------------- | ----------- | ---------------- | ---- | ------ |
| 1.   | 8   | Peter Collins                | Ferrari     | 2 h 40 min 0,3 s | 3.   | 8      |
| 2.   | 6   | Paul Frère                   | Ferrari     | + 1 min 51,3 s   | 8.   | 6      |
| 3.   | 34  | Cesare Perdisa Stirling Moss | Maserati    | + 3 min 16,6 s   | 9.   | 2 3    |
| 4.   | 10  | Harry Schell                 | Vanwall     | + 1 krug         | 6.   | 3      |
| 5.   | 22  | Luigi Villoresi              | Maserati    | + 2 kruga        | 11.  | 2      |

| Najbrži krug | Stirling Moss - 4 min 14,7 s |

| Poz. | Br. | Vozač                        | Konstruktor | Vrijeme           | Grid | Bodovi |
| ---- | --- | ---------------------------- | ----------- | ----------------- | ---- | ------ |
| 1.   | 14  | Peter Collins                | Ferrari     | 2 h 34 min 23,4 s | 3.   | 8      |
| 2.   | 12  | Eugenio Castellotti          | Ferrari     | + 0,3 s           | 2.   | 6      |
| 3.   | 4   | Jean Behra                   | Maserati    | + 1 min 29,8 s    | 6.   | 4      |
| 4.   | 10  | Juan Manuel Fangio           | Ferrari     | + 1 min 35,1 s    | 1.   | 4      |
| 5.   | 6   | Cesare Perdisa Stirling Moss | Maserati    | + 2 kruga         | 15.  | 1      |

| Najbrži krug | Juan Manuel Fangio - 2 min 25,8 s |

| Poz. | Br. | Vozač                            | Konstruktor    | Vrijeme           | Grid | Bodovi |
| ---- | --- | -------------------------------- | -------------- | ----------------- | ---- | ------ |
| 1.   | 1   | Juan Manuel Fangio               | Ferrari        | 2 h 59 min 47,0 s | 2.   | 8      |
| 2.   | 4   | Alfonso de Portago Peter Collins | Ferrari        | + 1 krug          | 12.  | 3      |
| 3.   | 8   | Jean Behra                       | Maserati       | + 1 krug          | 13.  | 4      |
| 4.   | 21  | Jack Fairman                     | Connaught-Alta | + 3 kruga         | 21.  | 3      |
| 5.   | 31  | Horace Gould                     | Maserati       | + 4 kruga         | 14.  | 2      |

| Najbrži krug | Stirling Moss - 1 min 43,2 s |

| Poz. | Br. | Vozač                 | Konstruktor | Vrijeme           | Grid | Bodovi |
| ---- | --- | --------------------- | ----------- | ----------------- | ---- | ------ |
| 1.   | 1   | Juan Manuel Fangio    | Ferrari     | 3 h 38 min 43,7 s | 1.   | 9      |
| 2.   | 7   | Stirling Moss         | Maserati    | + 46,3 s          | 4.   | 6      |
| 3.   | 6   | Jean Behra            | Maserati    | + 7 min 38,3 s    | 7.   | 4      |
| 4.   | 40  | Francisco Godia-Sales | Maserati    | + 2 kruga         | 15.  | 4      |
| 5.   | 15  | Louis Rosier          | Maserati    | + 3 kruga         | 13.  | 3      |

| Najbrži krug | Juan Manuel Fangio - 9 min 41,6 s |

| Poz. | Br. | Vozač                            | Konstruktor    | Vrijeme           | Grid | Bodovi |
| ---- | --- | -------------------------------- | -------------- | ----------------- | ---- | ------ |
| 1.   | 36  | Stirling Moss                    | Maserati       | 2 h 23 min 41,3 s | 6.   | 9      |
| 2.   | 26  | Peter Collins Juan Manuel Fangio | Ferrari        | + 5,7 s           | 7.   | 3      |
| 3.   | 4   | Ron Flockhart                    | Connaught-Alta | + 1 krug          | 23.  | 4      |
| 4.   | 38  | Francisco Godia-Sales            | Maserati       | + 1 krug          | 17.  | 3      |
| 5.   | 6   | Jack Fairman                     | Connaught-Alta | + 3 kruga         | 15.  | 2      |

| Najbrži krug | Stirling Moss - 2 min 45,5 s |

## Poredak
| Mjesto | Vozač                  | Bodovi |     |     |   |   |   |   |   |   |
| ------ | ---------------------- | ------ | --- | --- | - | - | - | - | - | - |
| 1.     | Juan Manuel Fangio     | 30     | 5   | 4   |   | – | 4 | 8 | 9 | 3 |
| 2.     | Stirling Moss          | 27     | –   | 8   |   | 3 | 1 | 1 | 6 | 9 |
| 3.     | Peter Collins          | 25     | –   | 3   |   | 8 | 8 | 3 | – | 3 |
| 4.     | Jean Behra             | 22     | 6   | 4   |   | – | 4 | 4 | 4 | – |
| 5.     | Pat Flaherty           | 8      |     |     | 8 |   |   |   |   |   |
| 6.     | Eugenio Castellotti    | 7,5    | –   | 1,5 |   | – | 6 | – | – | – |
| 7.     | Sam Hanks              | 6      |     |     | 6 |   |   |   |   |   |
| 8.     | Paul Frère             | 6      |     |     |   | 6 |   |   |   |   |
| 9.     | Paco Godia             | 6      |     |     |   | – | – | – | 3 | 3 |
| 10.    | Jack Fairman           | 5      |     |     |   |   |   | 3 |   | 2 |
| 11.    | Luigi Musso            | 4      | 4   | –   |   |   |   |   | – | – |
| 12.    | Mike Hawthorn          | 4      | 4   | –   |   | – | – | – |   |   |
| 13.    | Ron Flockhart          | 4      |     |     |   |   |   | – |   | 4 |
| 14.    | Don Freeland           | 4      |     |     | 4 |   |   |   |   |   |
| 15.    | Alfonso de Portago     | 3      |     |     |   |   | – | 3 | – | – |
| 16.    | Cesare Perdisa         | 3      |     | –   |   | 2 | 1 | – | – |   |
| 17.    | Harry Schell           | 3      |     | –   |   | 3 | – | – | – | – |
| 18.    | Johnnie Parsons        | 3      |     |     | 3 |   |   |   |   |   |
| 19.    | Louis Rosier           | 2      |     | –   |   | – | – | – | 2 | – |
| 20.    | Luigi Villoresi        | 2      |     |     |   | 2 | – | – | – | – |
| 21.    | Hermano da Silva Ramos | 2      |     | 2   |   |   | – | – |   | – |
| 22.    | Horace Gould           | 2      |     | –   |   | – | – | 2 | – | – |
| 23.    | Olivier Gendebien      | 2      | 2   |     |   |   | – | – |   |   |
| 24.    | Dick Rathmann          | 2      |     |     | 2 |   |   |   |   |   |
| 25.    | Gerino Gerini          | 1,5    | 1,5 |     |   |   |   |   |   | – |
| 26.    | Chico Landi            | 1,5    | 1,5 |     |   |   |   |   |   |   |
| 27.    | Paul Russo             | 1      |     |     | 1 |   |   |   |   |   |
| Mjesto | Vozač                  | Bodovi |     |     |   |   |   |   |   |   |

- Juan Manuel Fangio je osvojio ukupno 33 boda, ali samo 30 bodova osvojenih u pet najboljih utrka su se računala za prvenstvo vozača.
- Stirling Moss je osvojio ukupno 28 bodova, ali samo 27 bodova osvojenih u pet najboljih utrka su se računala za prvenstvo vozača.

| Boja | Značenje                                                  |
| ---- | --------------------------------------------------------- |
| 5    | Osvojeni bodovi koji su se računali za prvenstvo vozača   |
| 5    | Osvojeni bodovi koji se nisu računali za prvenstvo vozača |
| –    | Vozač nije osvojio bodove u utrci                         |
|      | Vozač nije nastupao na utrci                              |

## Statistike
| Vozač                 | Postolja  | Postolja  | Postolja  | Prvo startno mjesto | Najbrži krug | Krugovi u vodstvu |
| Vozač                 | 1. mjesto | 2. mjesto | 3. mjesto | Prvo startno mjesto | Najbrži krug | Krugovi u vodstvu |
| --------------------- | --------- | --------- | --------- | ------------------- | ------------ | ----------------- |
| Juan Manuel Fangio    | 3         | 2         | -         | 6                   | 4            | 141               |
| Peter Collins         | 2         | 3         | -         | -                   | -            | 28                |
| Stirling Moss         | 2         | 1         | 1         | 1                   | 3            | 224               |
| Pat Flaherty          | 1         | -         | -         | 1                   | -            | 127               |
| Luigi Musso           | 1         | -         | -         | -                   | -            | 2                 |
| Jean Behra            | -         | 1         | 4         | -                   | -            | -                 |
| Eugenio Castellotti   | -         | 1         | -         | -                   | -            | 15                |
| Alfonso de Portago    | -         | 1         | -         | -                   | -            | -                 |
| Sam Hanks             | -         | 1         | -         | -                   | -            | -                 |
| Paul Frère            | -         | 1         | -         | -                   | -            | -                 |
| Mike Hawthorn         | -         | -         | 1         | -                   | -            | 15                |
| Don Freeland          | -         | -         | 1         | -                   | -            | 4                 |
| Cesare Perdisa        | -         | -         | 1         | -                   | -            | -                 |
| Ron Flockhart         | -         | -         | 1         | -                   | -            | -                 |
| Paul Russo            | -         | -         | -         | -                   | 1            | 11                |
| Pat O'Connor          | -         | -         | -         | -                   | -            | 39                |
| Carlos Menditeguy     | -         | -         | -         | -                   | -            | 39                |
| Johnnie Parsons       | -         | -         | -         | -                   | -            | 16                |
| José Froilán González | -         | -         | -         | -                   | -            | 3                 |
| Harry Schell          | -         | -         | -         | -                   | -            | 1                 |

| Konstruktor              | Postolja  | Postolja  | Postolja  | Prvo startno mjesto | Najbrži krug | Krugovi u vodstvu |
| Konstruktor              | 1. mjesto | 2. mjesto | 3. mjesto | Prvo startno mjesto | Najbrži krug | Krugovi u vodstvu |
| ------------------------ | --------- | --------- | --------- | ------------------- | ------------ | ----------------- |
| Ferrari                  | 5         | 5         | -         | 6                   | 4            | 186               |
| Maserati                 | 2         | 2         | 6         | 1                   | 3            | 266               |
| Watson-Offenhauser       | 1         | -         | -         | 1                   | -            | 127               |
| Kurtis Kraft-Offenhauser | -         | 1         | -         | -                   | 1            | 55                |
| Phillips-Offenhauser     | -         | -         | 1         | -                   | -            | 4                 |
| Connaught-Alta           | -         | -         | 1         | -                   | -            | -                 |
| Kuzma-Offenhauser        | -         | -         | -         | -                   | -            | 16                |
| BRM                      | -         | -         | -         | -                   | -            | 15                |
| Kurtis Kraft-Novi        | -         | -         | -         | -                   | -            | 11                |
| Vanwall                  | -         | -         | -         | -                   | -            | 1                 |

### Vodeći vozač u prvenstvu
U rubrici bodovi, prikazana je bodovna prednost vodećeg vozača ispred drugoplasiranog, dok je žutom bojom označena utrka na kojoj je vozač osvojio naslov prvaka.
| Utrka               | Vozač              | Bodovi |
| ------------------- | ------------------ | ------ |
| VN Argentine        | Jean Behra         | 1      |
| VN Monaka           | Jean Behra         | 1      |
| Indianapolis 500    | Jean Behra         | 1      |
| VN Belgije          | Peter Collins      | 0      |
| VN Francuske        | Peter Collins      | 5      |
| VN Velike Britanije | Peter Collins      | 1      |
| VN Njemačke         | Juan Manuel Fangio | 8      |
| VN Italije          | Juan Manuel Fangio | 3      |

| Logotip Zajedničkog poslužitelja | Zajednički poslužitelj ima još gradiva o temi Formula 1 - Sezona 1956. |

| Sezone Formule 1 | Sezone Formule 1 |
| --- | ---------------- |
| |                  |
| 1950. \| 1951. \| 1952. \| 1953. \| 1954. \| 1955. \| 1956. \| 1957. \| 1958. \| 1959. 1960. \| 1961. \| 1962. \| 1963. \| 1964. \| 1965. \| 1966. \| 1967. \| 1968. \| 1969. 1970. \| 1971. \| 1972. \| 1973. \| 1974. \| 1975. \| 1976. \| 1977. \| 1978. \| 1979. 1980. \| 1981. \| 1982. \| 1983. \| 1984. \| 1985. \| 1986. \| 1987. \| 1988. \| 1989. 1990. \| 1991. \| 1992. \| 1993. \| 1994. \| 1995. \| 1996. \| 1997. \| 1998. \| 1999. 2000. \| 2001. \| 2002. \| 2003. \| 2004. \| 2005. \| 2006. \| 2007. \| 2008. \| 2009. 2010. \| 2011. \| 2012. \| 2013. \| 2014. \| 2015. \| 2016. \| 2017. \| 2018. \| 2019. 2020. \| 2021. \| 2022. \| 2023. \| 2024. \| 2025. \| 2026. \| 2027. \| 2028. \| 2029. |                  |

| Sezone Formule 1 | Sezone Formule 1 |
| --- | ---------------- |
| |                  |
| 1950. \| 1951. \| 1952. \| 1953. \| 1954. \| 1955. \| 1956. \| 1957. \| 1958. \| 1959. 1960. \| 1961. \| 1962. \| 1963. \| 1964. \| 1965. \| 1966. \| 1967. \| 1968. \| 1969. 1970. \| 1971. \| 1972. \| 1973. \| 1974. \| 1975. \| 1976. \| 1977. \| 1978. \| 1979. 1980. \| 1981. \| 1982. \| 1983. \| 1984. \| 1985. \| 1986. \| 1987. \| 1988. \| 1989. 1990. \| 1991. \| 1992. \| 1993. \| 1994. \| 1995. \| 1996. \| 1997. \| 1998. \| 1999. 2000. \| 2001. \| 2002. \| 2003. \| 2004. \| 2005. \| 2006. \| 2007. \| 2008. \| 2009. 2010. \| 2011. \| 2012. \| 2013. \| 2014. \| 2015. \| 2016. \| 2017. \| 2018. \| 2019. 2020. \| 2021. \| 2022. \| 2023. \| 2024. \| 2025. \| 2026. \| 2027. \| 2028. \| 2029. |                  |